# مايك ديفيس (عازف قيثارة)
مايك ديفيس (بالإنجليزية: Mike Davis)‏ هو عازف قيثارة أمريكي، ولد في 1970.

## وصلات خارجية
- مايك ديفيس على موقع ميوزك برينز (الإنجليزية)
- مايك ديفيس على موقع ديسكوغز (الإنجليزية)